# Жизел Бюндхен
Жизел Каролине Бюндхен (на португалски: Gisele Caroline Bündchen) е бразилски супермодел от немски произход, която е смятана за най-известната и скъпоплатена манекенка в света. Нейната кариера започва през 90-те години на XX век с участия в рекламни кампании по билбордове, списания и телевизионни предавания. Тя е лице на над 20 модни марки от различни страни като САЩ, Русия, Бразилия, Италия, Франция, Мексико, Испания, Турция, Южна Корея, Германия и Швейцария. Жизел е спечелила над 30 млн. долара в периода от юни 2005 г. до юни 2006 г.

## Личен живот
Жизел е родена в южния бразилски град Трес де Майо в Хоризонтина, провинция Риу Гранди ду Сул. Родителите ѝ са Валдир Бюндхен и Ва̀ниа Ноненмахер, и двамата германци по произход (прапрародителите на Жизел са имигрирали през XIX век в Бразилия от Германия). Тя има пет сестри – Ракел, Грациела, Габриела, Рафаела и близначката ѝ Патриция.
Първоначално започва да тренира балет, но мечтае за професионална спортна кариера. Играла е във волейболния отбор Sogipa. В училище е била доста по-слабичка от съучениците си. Най-интересната история за нея е откриването ѝ за професионалната мода. Бразилски моден агент я забелязва, когато е на 14 години и яде БигМак в Макдоналдс.

## Кариера
През 1998 г. тя позира за кампании на Мисони, Клои, Долче & Габана, Валентино, Джанфранко Фере, Ралф Лорън и Версаче. Появява на корицата на „Вог“ през юли, ноември и декември 1999. Бюндхен е на кориците на много топ модни списания включително Харпърс Базар, Ел, Алюр. През 2000 г. подписва рекорден договор за 25 милиона долара с „Викторияс Сикрет“.
Тя е избрана от списание „Тайм“ през 2007 г. на 100-те най-влиятелни хора в света, класирана е № 45 в списъка на Австралия на „100 най-секси жени в света“ FHM 2011.
Участва и във филмите „Такси в Ню Йорк“ (2004) и „Дяволът носи Прада“ (2006).